# برايان فارنهام
برايان فارنهام (بالإنجليزية: Brian Farnham)‏ هو صحفي أمريكي، ولد في 14 سبتمبر 1971.